# Sollevamento pesi ai XVI Giochi del Mediterraneo
I tornei di  Sollevamento pesi ai XVI Giochi del Mediterraneo si sono svolti presso il palasport Febo di Pescara a circa 16 km dal Villaggio Mediterraneo e hanno previsto un totale di 28 medaglie d'oro.
Ogni Paese ha potuto iscrivere al massimo 1 concorrente per ogni categoria.

## Calendario
Le gare hanno seguito il seguente calendario:
| ● | Competizioni | ● | Finali |

| Giugno/Luglio |    |    |    |    |    |    |    |    |    |
| 26            | 27 | 28 | 29 | 30 | 01 | 02 | 03 | 04 | 05 |
| ●             | ●  | ●  | ●  | ●  |    |    |    |    |    |

## Podi

### Uomini
| Evento                   | Oro                        | Perform. | Argento                   | Perform. | Bronzo                    | Perform. |
| Slancio                  |                            |          |                           |          |                           |          |
| fino a 56 kg (dettagli)  | Khalil El Maoui            | 145 GR   | Vito Dellino              | 140      | Ramo Mustafa              | 138      |
| fino a 62 kg (dettagli)  | Erol Bilgin                | 155      | Dimitris Minasidis        | 155      | Massimiliano Rubino       | 137      |
| fino a 69 kg (dettagli)  | Vencelas Dabaya-Tienthcheu | 186 GR   | Mohamed Abdelbaki         | 170      | Manuel Dario Martin       | 163      |
| fino a 77 kg (dettagli)  | Ibrahim Abdelbaki          | 193      | Erkand Qerimaj            | 193 RG   | Tarek Yehia               | 188      |
| fino a 85 kg (dettagli)  | Benjamin Hennequin         | 196      | Elsayed Hasona            | 195      | Mohamed Eshtiwi           | 190      |
| fino a 94 kg (dettagli)  | Nikolaos Kourtidis         | 215      | David Hercule Matam-Matam | 201      | Gaber Mohamed             | 200      |
| fino a 105 kg (dettagli) | Joughil Ahed               | 215      | Bunyamin Sudas            | 212      | Ahmed Mohamed             | 195      |
| Strappo                  |                            |          |                           |          |                           |          |
| fino a 56 kg (dettagli)  | Khalil El Maoui            | 121 GR   | Sedat Artuç               | 115      | Gokhan Kilic              | 111      |
| fino a 62 kg (dettagli)  | Erol Bilgin                | 138 GR   | Dimitris Minasidis        | 133      | Iván García               | 115      |
| fino a 69 kg (dettagli)  | Vencelas Dabaya-Tientcheu  | 150 GR   | Briken Calja              | 142      | Mohamed Abdelbaki         | 138      |
| fino a 77 kg (dettagli)  | Erkand Qerimaj             | 156 RG   | Tarek Yehia               | 155      | Semih Yağcı               | 154      |
| fino a 85 kg (dettagli)  | Izzet Ince                 | 167      | Tabaku Ervis              | 166      | Mohamed Esthiwi           | 161      |
| fino a 94 kg (dettagli)  | Nikolaos Kourtidis         | 177 RG   | Gaber Mohamed             | 166      | David Hercule Matam-Matam | 165      |
| fino a 105 kg (dettagli) | Joughil Ahed               | 171      | Bunyamin Sudas            | 170      | Grigor Satsian            | 164      |

### Donne
| Evento                  | Oro            | Perform. | Argento           | Perform. | Bronzo              | Perform. |
| Slancio                 |                |          |                   |          |                     |          |
| fino a 53 kg (dettagli) | Nurcan Taylan  | 112 GR   | Soumaya Fatnassi  | 103      | Emine Bilgin        | 102      |
| fino a 58 kg (dettagli) | Aylin Daşdelen | 110      | Romela Begaj      | 110      | Agnes Chiquet       | 106      |
| fino a 63 kg (dettagli) | Esmat Ahmed    | 125 RG   | Sibel Simsek      | 121      | Muslime Meral-Sunar | 110      |
| fino a 69 kg (dettagli) | Abir Khalil    | 121      | Hanene Ouerfelli  | 103      | Fatma Abdelsayed    | 97       |
| Strappo                 |                |          |                   |          |                     |          |
| fino a 53 kg (dettagli) | Nurcan Taylan  | 90 GR    | Soumaya Fatnassi  | 84       | Donia Abdelrahman   | 80       |
| fino a 58 kg (dettagli) | Romela Begaj   | 95 GR    | Konstantina Lapou | 92       | Aylin Daşdelen      | 87       |
| fino a 63 kg (dettagli) | Esmat Ahmed    | 103 RG   | Sibel Simsek      | 97       | Muslime Meral-Sunar | 92       |
| fino a 69 kg (dettagli) | Abir Khalil    | 106 RG   | Hanene Ouerfelli  | 88       | Fatma Abdelsayed    | 84       |

GR= Games Record
WR= World Record

## Medagliere
| Posizione | Paese   |    |    |    | Totale |
| --------- | ------- | -- | -- | -- | ------ |
| 1         | Turchia | 6  | 5  | 4  | 15     |
| 2         | Egitto  | 5  | 4  | 7  | 16     |
| 3         | Francia | 3  | 1  | 4  | 8      |
| 4         | Albania | 2  | 4  | 0  | 6      |
| 4         | Tunisia | 2  | 4  | 0  | 6      |
| 6         | Grecia  | 2  | 1  | 1  | 4      |
| 7         | Siria   | 2  | 0  | 1  | 3      |
| 8         | Cipro   | 0  | 2  | 0  | 2      |
| 9         | Italia  | 0  | 1  | 1  | 2      |
| 10        | Libia   | 0  | 0  | 2  | 2      |
| 10        | Spagna  | 0  | 0  | 2  | 2      |
| Totale    | Totale  | 22 | 22 | 22 | 66     |